# NGC 6627
NGC 6627 (другие обозначения — UGC 11212, MCG 3-47-1, ZWG 114.4, IRAS18203+1540, PGC 61792) — спиральная галактика с перемычкой (SBb) в созвездии Геркулес.
Этот объект входит в число перечисленных в оригинальной редакции «Нового общего каталога».
В галактике вспыхнула сверхновая SN 1998V типа Iа. Её пиковая видимая звёздная величина составила 16.